# Kamień (gmina w guberni warszawskiej)
Kamień – dawna gmina wiejska istniejąca w XIX wieku w guberni warszawskiej. Siedzibą władz gminy był Kamień (obecnie Stary Kamień).
Za Królestwa Polskiego gmina Kamień należała do powiatu gosty(ni)ńskiego w guberni warszawskiej.
Gminę zniesiono w połowie 1870 roku a jej obszar włączono do gminy Pacyna.